# MADS-box
MADS-boxen är ett konserverat DNA-sekvenselement som återfinns i en genfamilj som kodar för transkriptionsfaktorer, MADS-boxgenerna. På proteinnivå kallas motsvarande sekvens aminosyror för en MADS-domän. Namnet MADS är en förkortning som syftar på de fyra gener i vilken man först identifierade MADS-boxen: MCM1 från jäst (Saccharomyces cerevisiae), AGAMOUS från backtrav (Arabidopsis thaliana), DEFICIENS från lejongap (Antirrhinum majus) och SRF från människa. Hos växter har MADS-boxgenerna genomgått många duplikationer och inkluderar bland annat gener som reglerar blomorganidentitet och som leder till homeotiska förändringar i blommor då de muteras.